# Fabula di Orfeo
La Fabula di Orfeo, nota anche come La favola di Orfeo, oppure Orfeo, od ancora L’Orfeo, è un'opera teatrale scritta dall'umanista Angelo Poliziano tra il 1479 e il 1480.

## Ricerca
Il poeta tracio Orfeo è disperato per la morte della sua amata Euridice e decide di recarsi nell'Ade per riportarla indietro. Lì il suo canto impietosisce Plutone e Proserpina, cosicché gli viene concesso di poter riavere la sua donna, però nel tragitto dal mondo infernale al mondo terreno non deve voltarsi indietro. Il poeta, credendo di essere giunto sulla terra, si volta e perde così Euridice. 
Il mito poi racconta anche la morte del poeta, il quale viene "risucchiato" nuovamente nell'Ade da Proserpina che, dopo aver visto non essere mantenuto il suo accordo col giovane poeta, lo condanna per sempre a restare negli Inferi, con la sua anima sotto dominio della donna e il suo corpo tra le mani irresistibili di Plutone, divenendo il suo schiavo sessuale. Tuttavia viene persino narrato che, anche oltraggiato nell'Ade, Orfeo non ha perso il suo dono divino, il canto, che continua a risuonare ed a invocare Euridice.
Questo mito fu letto da Dante nel Convivio in chiave allegorica e anche nel XV secolo umanisti come Ficino ritenevano che questa storia rappresentasse la capacità della poesia di resistere alla violenza umana.
Poliziano, diversamente, conclude la sua rappresentazione con il coro delle Menadi che trionfano per il loro crimine. Dunque è probabile, come sostenuto da Vittore Branca, che il poeta di Montepulciano non credesse che la poesia e la bellezza vincano sulla violenza. Infatti Firenze, culla della poesia nel XIV secolo, fu sconvolta dagli avvenimenti legati alla congiura dei Pazzi del 1478, e di conseguenza Poliziano riteneva la teoria degli umanisti solo un'illusione.

## Storia
Questo testo si configura come la prima opera drammatica in lingua italiana di argomento non religioso ed è un testo importante per il Rinascimento poiché si tratta di un'esaltazione della poesia. Tema caro al Rinascimento è, infatti, l'esaltazione della poesia poiché funzionale alle sue capacità civilizzatrici di poter vincere sul tempo e sulla morte. La datazione è incerta, forse l'opera fu scritta quando il poeta abbandonò Firenze per un contrasto con Clarice Orsini, moglie di Lorenzo il Magnifico, riguardo all'educazione del figlio Piero. Probabilmente Poliziano si recò nell'Italia settentrionale perché alcuni termini usati nell'opera sono di origine lombardo-veneta come nel caso delle rime mi, ti del verso: «i’ vo bevere ancor mi! Gli è del vino ancor per ti», che rappresentano probabilmente uno scherzo o omaggio alla parlata del committente e del suo pubblico.
La Fabula di Orfeo è la prima opera teatrale di tema profano e racconta il mito di Orfeo, seguendo Virgilio (Georgiche) e Ovidio (Le metamorfosi).
Non è chiaro a quale genere l’opera appartenga e non esiste una sua edizione critica. Inoltre Poliziano non allude mai alla fabula in altre opere, sebbene bisogna ricordare che la sua produzione giovanile ha avuto gravi perdite, spesso a causa dell’incuria dello stesso autore.
Un documento importante rimasto è la lettera a Carlo Canale scritta da Poliziano, la quale contiene notizie e giudizi sull’opera. Grazie a questo documento conosciamo il committente della fabula, il cardinale Francesco Gonzaga, e conosciamo la durata della stesura, di soli due giorni. La committenza delle opere teatrali era sempre pressante poiché agli autori veniva concesso poco tempo. In seguito i committenti diventavano i proprietari dell’opera commissionata, la quale acquisiva una vita autonoma senza più rapporti con l’autore e poteva essere soggetta ad adattamenti in funzione di nuove rappresentazioni. Sappiamo inoltre che l’opera fu composta in stile volgare per essere meglio compresa dagli spettatori.
La fabula è distinta in tre forme testuali. La prima è l’ode saffica al cardinale Gonzaga, la seconda è un’ottava pronunciata da Minosse e la terza i due distici in latino cantati da Orfeo dopo la liberazione di Euridice, che sono un centone da Ovidio.

## Tempi della composizione
La datazione della fabula è vexata quaestio, mentre invece è chiaro che l’opera è stata scritta e rappresentata a Mantova. Nella princeps della lettera di Poliziano a Canale si trova un’altra lettera, con la quale Alessandro Sarti dedica al protonotario Galeazzo Bentivoglio le Cose vulgare. Le notizie date da Sarti riguardo alla composizione mantovana dell’Orfeo non possono essere ricordi diretti poiché Sarti non ha avuto contatti con il cardinale Gonzaga e con Poliziano negli anni che interessano l’Orfeo. Vi è un’interpretazione della lettera di Poliziano a Canale, riprodotta nella princeps, trattandosi di un’opera commissionata dal cardinale Gonzaga, il cardinale mantovano, l’opera diventa automaticamente mantovana. Tuttavia il cardinale non risiedeva spesso né a lungo a Mantova poiché la sua sede come legato pontificio dal 1471 era Bologna. La corte mantovana in quegli anni era in lutto per la morte di Margherita Gonzaga avvenuta il 12 ottobre 1479, il lutto per la corte comportava l’assoluto divieto di dare feste e spettacoli teatrali per un anno. Perciò si esclude che il cardinale facesse rappresentare a Mantova l’Orfeo in quel periodo e, siccome per ammissione esplicita di Poliziano, la fabula fu scritta con urgenza in soli due giorni, si conclude che non può essere stata scritta in quel periodo. L’unico fatto certo è la morte del cardinale, avvenuta a Bologna nel 1483: l'opera è stata certamente scritta prima.

## Il mito di Orfeo
Il mito di Orfeo è stato oggetto di molte interpretazioni allegoriche o simboliche. Per Poliziano le favole antiche  rappresentano un patrimonio culturale vivo; esse possono offrire, per l’inesauribile capacità di significato del mito, la rappresentazione più immediata e nobile di intuizioni e pensieri. La vicenda narrata nella fabula può essere letta come esempio degli effetti nefasti dell’amore: la duplice morte di Euridice è conseguenza della passione di Aristeo e del troppo amore di Orfeo. Nella fabula tuttavia non è il troppo amore a portare effetti negativi, quanto l’amore per la donna in sé stesso che è giudicato negativamente. L’antefatto pastorale creato da Poliziano, che non si trova né in Virgilio né in Ovidio, rappresenta l’età aurea la cui serenità è dapprima minacciata dall’amore di Aristeo a livello personale e nell’intero contesto sociale ed è definitivamente annullata dalla serie dei tragici eventi ai quali la passione di Aristeo ha dato inizio.

## Incertezza del genere
La fabula di Orfeo appare irregolare rispetto ai generi teatrali noti e perciò vi è incertezza riguardo alla sua classificazione. L’opera è stata definita talvolta sacra rappresentazione di contenuto pagano, talvolta egloga rappresentativa, favola mitologica, favola o dramma pastorale, dramma mescidato. Dobbiamo ipotizzare che fosse una rappresentazione conviviale che si teneva durante i banchetti organizzati dal Cardinale Gonzaga, dei quali ci sono rimaste testimonianze. I banchetti-spettacolo erano frequenti anche nelle case signorili in occasioni speciali, soprattutto per delle nozze. A volte dopo un banchetto erano tenute rappresentazioni nella stessa sala dove venivano introdotte costruzioni teatrali complesse apparentemente semoventi, perché trasportate dagli stessi attori nascosti al loro interno. Le rappresentazioni erano brevi ma avevano uno sviluppo drammatico ed erano concluse da una danza. L’intenzione della committenza era dunque di avere un testo adatto ad uno spettacolo da rappresentarsi in una sala durante o dopo un convito, l’unica occasione teatrale possibile in un’epoca in cui ancora non era previsto nelle corti e nelle case cardinalizie un luogo teatrale apposito.
L’indagine sull’intenzione del Poliziano nel settore specifico dei generi teatrali, in assenza di dichiarazioni esplicite dell’autore in merito, può basarsi soltanto sull’analisi della fabula stessa e insieme sull’esame delle conoscenze che Poliziano aveva dei generi teatrali classici. Uno dei filoni di ricerca più vivaci dell’attività filologica di Poliziano è l’attenzione ai peculiari aspetti tematici e retorici dei generi letterari antichi spesso in funzione della sua propria opera imitativa. Poliziano disserta più volte sul teatro antico nelle premesse dei commenti ai comici o ai tragici ma anche nei commenti ai satirici per distinguere i tre tipi di satira: la fabula satirica greca, specificatamente teatrale, e i due generi latini, la satira menippea e la satira di Orazio, Persio e Giovenale. L’individuazione dei tre generi teatrali è precisa ed inequivoca e l’attenzione per la fabula satirica è molto vivace nel Poliziano e maggiore rispetto ai suoi contemporanei. Poliziano afferma come la fabula satirica sia stilisticamente intermedia tra la tragedia e la commedia in quanto ammette tra i suoi personaggi, oltre ai satiri e a Sileno, dèi minori e altre figure mitologiche di tipo rustico; è ambientata nelle selve e nelle campagne e deve contenere scene lacrimevoli, ma terminare in letizia.

### Mitologia
- Orfeo
- Euridice
- Proserpina
- Baccanti
- Ade (divinità)
- Aristeo

### Musica
- Orfeo ed Euridice di Christoph Willibald Gluck (1762)
- Orfeo ed Euridice di Ferdinando Bertoni (1776)
- Orfeo ed Euridice di Johann Gottlieb Naumann (1786)
- L'anima del filosofo ossia Orfeo ed Euridice di Franz Joseph Haydn (1791)
- Orpheus und Eurydike di Ernst Krenek (1926)

### Scultura
- Orfeo ed Euridice, statua di Antonio Canova
- Orfeo ed Euridice, statua di bronzo dello scultore francese di origine ceca Jacques Zwobada
- Orfeo ed Euridice, altorilievo di Arno Breker

### Pittura
- Orfeo ed Euridice, quadro di Eugène Delacroix

### Letteratura
- Orfeo ed Euridice - Poema di Robert Henryson (1508) più noto come Racconto di Orfeo (Tale of Orpheus)